# Joo Jong-hyuk
Joo Jong-hyuk (hangul: 주종혁; rr: Ju Jong-hyeok; MR: Chu Chonghyŏk; 27 de julho de 1991) é um ator sul-coreano. Ele é mais conhecido por estrelar na série de televisão Uma Advogada Extraordinária de 2022 como o advogado Kwon Min-woo.  Suas outras aparições incluem Yumi's Cells (2021–2022), D.P. (2021) e Happiness (2021).

## Filmografia

### Filmes
| Ano  | Título               | Papel         | Notas                | Ref.  |
| ---- | -------------------- | ------------- | -------------------- | ----- |
| 2020 | Them in Us           |               |                      | [ 4 ] |
| 2022 | Spy Model            | Kim Hyung-woo | Filme independente   | [ 4 ] |
| 2022 | A Very Hot Wind      |               | Curta-metragem       | [ 5 ] |
| 2023 | 1/10,000             | Kim Jae-woo   | Estreia do 27º BIFAN | [ 6 ] |
| ASA  | Because I Hate Korea | Jae-in        |                      | [ 7 ] |

### Séries de televisão
| Ano       | Título                                   | Papel         | Notas                           | Ref.   |
| --------- | ---------------------------------------- | ------------- | ------------------------------- | ------ |
| 2021      | The Veil                                 | Chang-gyu     |                                 | [ 8 ]  |
| 2021–2022 | Yumi's Cells                             | Louis         | Temporadas 1–2                  | [ 9 ]  |
| 2021      | Happiness                                | Kim Seung-bum |                                 | [ 10 ] |
| 2022      | Uma Advogada Extraordinária              | Kwon Min-woo  |                                 | [ 11 ] |
| 2022      | Especial de Drama – Do You Know Ashtanga | Seol Tae-joon | Drama de um episódio            | [ 12 ] |
| 2023      | Dr. Romantic                             | Entrevistado  | Cameo (temporada 3, episódio 2) | [ 13 ] |
| 2023      | No Secrets                               | Kim Jung-heon |                                 | [ 14 ] |

### Webséries
| Ano  | Título | Papel        | Ref.   |
| ---- | ------ | ------------ | ------ |
| 2021 | D.P.   | Lee Hyo-sang | [ 15 ] |

### MC (Anfitrião oficial)
| Ano  | Título                                                  | Notas                 | Ref.   |
| ---- | ------------------------------------------------------- | --------------------- | ------ |
| 2022 | Festival Coreano - 120 Anos de Sonhos                   | com Park So-hyun      | [ 16 ] |
| 2022 | 5º Festival Internacional de Curtas-metragens de Jeonju | com Yoon Geum-seon-ah | [ 17 ] |

## Prêmios e indicações
| Cerimônia de premiação | Ano  | Categoria                                | Nomeado/ Trabalho           | Resultado | Ref.   |
| ---------------------- | ---- | ---------------------------------------- | --------------------------- | --------- | ------ |
| A-Awards               | 2022 | A-Awards – Único                         | Uma Advogada Extraordinária | Venceu    | [ 18 ] |
| Baeksang Arts Awards   | 2023 | Melhor Ator Revelação - Televisão        | Uma Advogada Extraordinária | Indicado  | [ 19 ] |
| KBS Drama Awards       | 2022 | Melhor Ator em Drama Especial/TV/ Cinema | In My Ashtanga Class        | Indicado  | [ 20 ] |